# Festucalex kulbickii
Festucalex kulbickii är en fiskart som beskrevs av Hans W. Fricke 2004. Festucalex kulbickii ingår i släktet Festucalex och familjen kantnålsfiskar. Inga underarter finns listade i Catalogue of Life.